# Blakea storkii
Blakea storkii là một loài thực vật có hoa trong họ Mua. Loài này được (Standl.) Almeda mô tả khoa học đầu tiên năm 2000.